# Enrique Baliño
Enrique Baliño Pavón, (Montevidéu, 20 de junho de 1928 – 14 de outubro de 2018) foi um basquetebolista uruguaio que integrou a Seleção Uruguaia na conquista da Medalha de Bronze disputada nos XV Jogos Olímpicos de Verão em 1952 em Helsínquia na Finlândia. Faleceu aos 90 anos de idade.